# Episodi di Damon Runyon Theater (seconda stagione)
La seconda stagione della serie televisiva Damon Runyon Theater è andata in onda negli Stati Uniti dal 15 ottobre 1955 al 26 febbraio 1956 sulla CBS.
| nº | Titolo originale            | Prima TV USA     |
| -- | --------------------------- | ---------------- |
| 1  | Bred for Battle             | 15 ottobre 1955  |
| 2  | Miami Moolah                | 22 ottobre 1955  |
| 3  | Situation Wanted            | 29 ottobre 1955  |
| 4  | A Star Lights Up            | 5 novembre 1955  |
| 5  | Broadway Dateline           | 12 novembre 1955 |
| 6  | A Job for Macarone          | 26 novembre 1955 |
| 7  | Barbeque                    | 3 dicembre 1955  |
| 8  | Honorary Degree             | 10 dicembre 1955 |
| 9  | Dog About Town              | 17 dicembre 1955 |
| 10 | Blonde Mink                 | 24 dicembre 1955 |
| 11 | Judy the Jinx               | 31 dicembre 1955 |
| 12 | The Face of Johnny Dolliver | 7 gennaio 1956   |
| 13 | Cleo                        | 14 gennaio 1956  |
| 14 | The Good Luck Kid           | 21 gennaio 1956  |
| 15 | The Pee Wees Take Over      | 25 febbraio 1956 |
| 16 | The Pigeon Gets Plucked     | 5 febbraio 1956  |
| 17 | A Tale of Two Citizens      | 17 marzo 1956    |
| 18 | Hot Oil                     | 24 marzo 1956    |
| 19 | Miracle Jones               | 26 febbraio 1956 |

## Bred for Battle
- Prima televisiva: 15 ottobre 1955

### Trama
- Guest star: John Bromfield (O'Hara), Nancy Gates (Kitty), Race Gentry (Wilbur), Sheldon Leonard (Silky Mitts)

## Miami Moolah
- Prima televisiva: 22 ottobre 1955

### Trama
- Guest star: Allyn Joslyn (Bad Luck Benny), Ken Murray (Harry the Horse), Gale Robbins (Amy)

## Situation Wanted
- Prima televisiva: 29 ottobre 1955

### Trama
- Guest star: Anthony Caruso (Sebastian Morano), Yvette Duguay (Carlotta), Allen Jenkins (Alfie Malone), Horace McMahon (Swifty Stone), Vicente Padula (generale Zamora), Cesar Romero (Spanish John)

## A Star Lights Up
- Prima televisiva: 5 novembre 1955

### Trama
- Guest star: Danny Dayton, Virginia Field, Sandra Gould, Clegg Hoyt (Bunions O'Leary), Gene Reynolds, Robert Strauss (Larsen), Carleton Young (Quinn)

## Broadway Dateline
- Prima televisiva: 12 novembre 1955

### Trama
- Guest star: Jack Albertson (No Dice O'Toole), George Baxter, Charles Cantor (Percentage Jones), Jack Carson (Byron 'The Brain' Harris), Sue England (Arlene Vale), Wally Richard (Tim Lawrence)

## A Job for Macarone
- Prima televisiva: 26 novembre 1955

### Trama
- Guest star: Dane Clark (Macarone Kid), Lois Collier (Mary Peering), Taylor Holmes, Wally Vernon (Joey Perhaps), Jesse White (Chesty Charles), Frank Wilcox

## Barbeque
- Prima televisiva: 3 dicembre 1955

### Trama
- Guest star: Vince Barnett (Little Nate), Brian Donlevy, Jean Parker (Dolly), Yvette Vickers, Ben Welden (Big John)

## Honorary Degree
- Prima televisiva: 10 dicembre 1955

### Trama
- Guest star: Jackie Coogan (O'Keefe), Havis Davenport (Shirley), Allen Jenkins (Alfie Malone), William Leslie (Jerry Leonard)

## Dog About Town
- Prima televisiva: 17 dicembre 1955

### Trama
- Guest star: James Gleason (Spider McCoy), Clegg Hoyt (Bunions O'Leary), John Hubbard (Kenneth), Frances Robinson (Eloise)

## Blonde Mink
- Prima televisiva: 24 dicembre 1955

### Trama
- Guest star: John Beradino (Slats Slavin), Coleen Gray (Linda), Mel Welles (Marco), James Whitmore (Starker)

## Judy the Jinx
- Prima televisiva: 31 dicembre 1955

### Trama
- Guest star: Kent Taylor (Lucky Diamond), Adele Jergens (Judy 'The Jinx' Jensen), George E. Stone (Snazz Blicker), Iris Burton (Sherry Love), Art Lewis (Hole Card Louie), S. John Launer (dottor O.L. Cargill), Phil Arnold (Barney Colfax), 'Snub' Pollard (Stage Doorman)

## The Face of Johnny Dolliver
- Prima televisiva: 7 gennaio 1956

### Trama
- Guest star: Biff Elliot (Johnny Dolliver), Allen Jenkins (Alfie Malone)

## Cleo
- Prima televisiva: 14 gennaio 1956

### Trama
- Guest star: Robert Christopher (Dapper Dan Grumley), Ben Lessy (Charles), Laurie Mitchell (Cleo), Wally Vernon (Joey Perhaps), Keenan Wynn (Titanic O'Hara)

## The Good Luck Kid
- Prima televisiva: 21 gennaio 1956

### Trama
- Guest star: Gene Barry ('Denver' Dan Taggert), Stanley Farrar, Barry Froner (Willy Unger), Barbara Hale (Wendy Longfield), Peter Leeds (Benny South Street), Jack Mather, Joan Miller, Benny Rubin (Wingy)

## The Pee Wees Take Over
- Prima televisiva: 25 febbraio 1956

### Trama
- Guest star: Steve Brodie (Nate Harper), Bobby Faye (Harry), David Kasday (Charlie), Sid Melton (Sam), Stuffy Singer (Artie Simpson), Peggy Webber (Claire Simpson)

## The Pigeon Gets Plucked
- Prima televisiva: 5 febbraio 1956

### Trama
- Guest star: Edward Brophy (Charlie), Charles Cantor (Driscoll), Dick Foran (Ace), Lyn Thomas (Hazel)

## A Tale of Two Citizens
- Prima televisiva: 17 marzo 1956

### Trama
- Guest star: Pamela Britton (Zelda), Ken Christy, Clegg Hoyt (Bunions O'Leary), Gordon Jones (Grommet), Sonny Tufts (Sam), Mel Welles (Gordon)

## Hot Oil
- Prima televisiva: 24 marzo 1956

### Trama
- Guest star: Robert Armstrong (O'Rourke), Leonard Bremen (Houk), Charles Coburn (Harvard), Havis Davenport (Melinda), Butler Hixon (Hightower), Roger Smith (Richard)

## Miracle Jones
- Prima televisiva: 26 febbraio 1956

### Trama
- Guest star: Bill Williams (Andy Gubbins), John Carradine (Willis Cooper), GeGe Pearson (Agatha Williams aka Mme. Zara), Carolyn Craig (Linda Swanson), Murray Alper (Pockets Brogan), Bradford Jackson (Miracle Jones), Paul Keast (A.J. Swanson), Hal Gerard (Philip Colby)